# Place du Louvre
Pour les articles homonymes, voir Rue du Louvre (homonymie).
La place du Louvre est une voie du 1er arrondissement de Paris, en France, dans le quartier Saint-Germain-l'Auxerrois.

## Situation et accès
La place du Louvre est desservie par la ligne de métro 1 à la station Louvre - Rivoli.

## Origine du nom
Elle porte ce nom car elle est située devant le palais du Louvre.

## Historique
C'est à cet endroit que se trouvait le camp des Vikings qui ont essayé de prendre Paris en 885.
Par la suite, avec la construction du Louvre et le développement de la ville, cet emplacement est loti avec de beaux hôtels comme le Petit-Bourbon.
En 1300 et 1313, on nomme « Osteriche » une rue qui passait devant l'ancien Louvre et aboutissait au quai. Elle est nommée, ainsi que le quartier, « rue d'Autraiche » , « rue d'Aultraiche » , « rue d'Autriche »  et « rue d'Autruche ». C'est dans cette rue, en face de la grande porte du Louvre, qu'était le palais dit le Petit-Bourbon, parce qu'il était la résidence des ducs de Bourbon et que la « rue d'Autriche » prit par la suite le nom de « rue du Petit-Bourbon », qu'elle a porté jusqu'en 1792 où elle prit le nom de « rue du Petit-Muséum ». Ce palais, bâti au XIIIe siècle, est en partie démoli en 1527. En 1650 la chapelle et la galerie existent encore. Louis XIV en ordonne la démolition en 1665, lorsqu'il jete les fondements pour la construction de la colonnade du Louvre et avec les travaux haussmanniens la place est totalement dégagée.
En 1702, la place, qui fait partie du quartier du Louvre, comporte 4 lanternes.
La partie de la place située devant la colonnade du Louvre s'est appelée « place d'Iéna » de 1806 à 1814, en souvenir de la bataille du même nom qui se déroula le 14 octobre 1806 (à ne pas confondre avec l'actuelle place d'Iéna). 
La création de la place du Louvre, actuelle, est déclarée d'utilité publique en 1853, alors que Napoléon III et le préfet Haussmann allaient achever la rue de Rivoli qui, depuis le Premier Empire, s'arrêtait à la hauteur de la rue de Rohan. Le 12 avril 1855, Jacques Hittorff est chargé de l'édification de la « mairie du Louvre ».

Vues historiques de la place
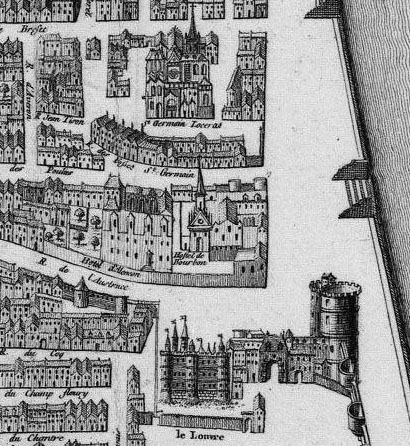
Le parvis de l'église Saint-Germain-l'Auxerrois, extrait du plan de Saint-Victor, vers 1550.
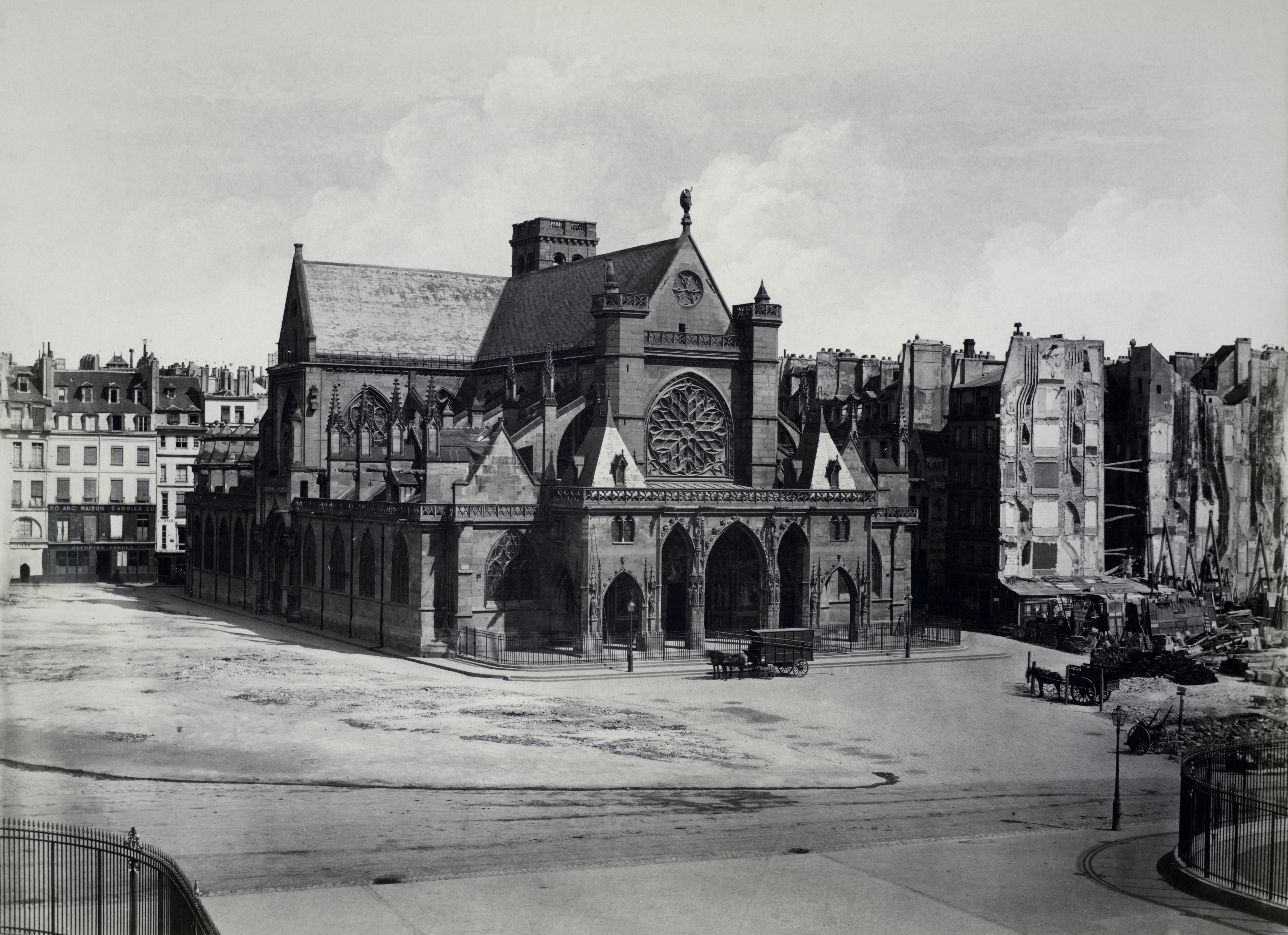
La place du Louvre en cours de création en 1858.
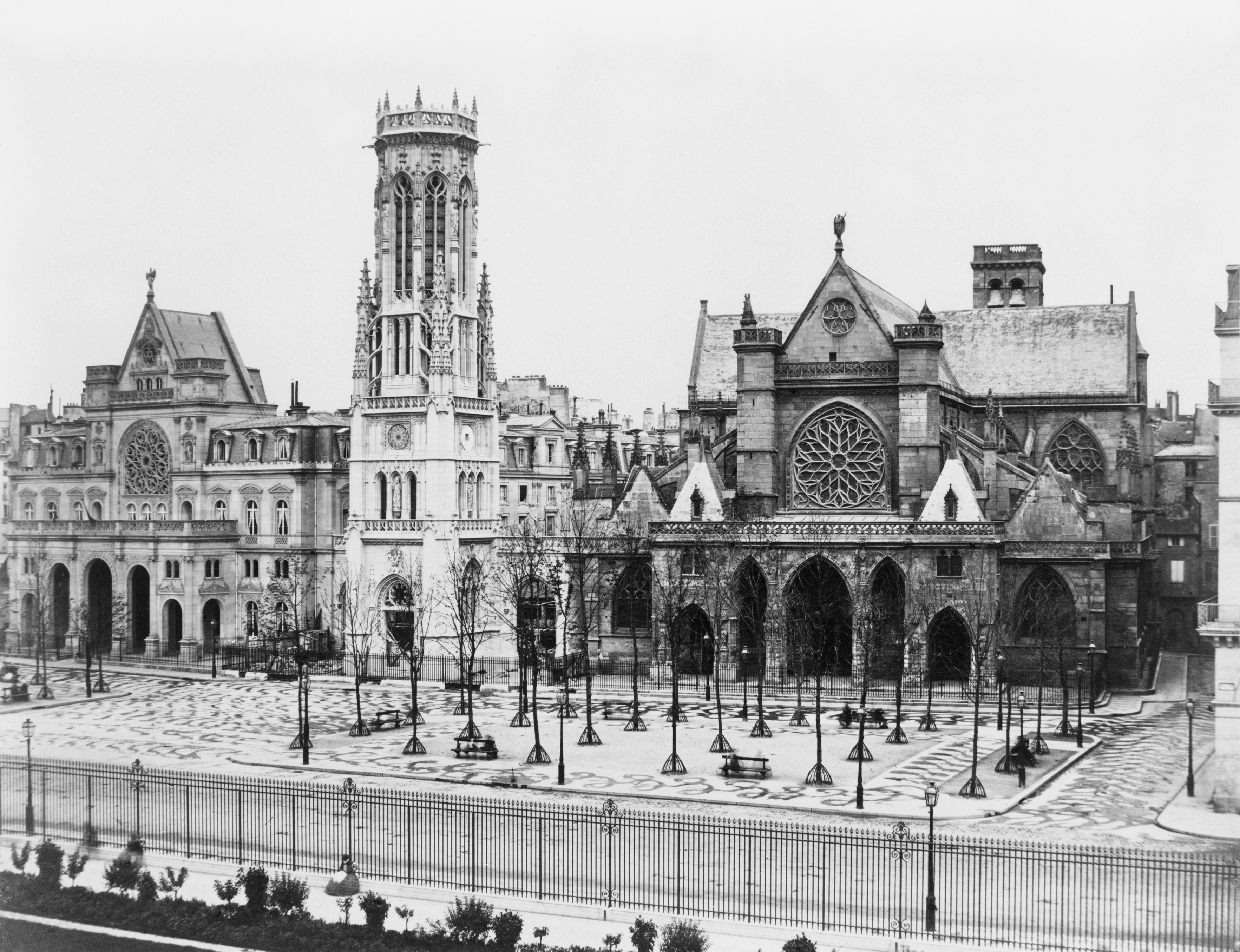
Place du Louvre entre 1858 et 1870, vue par Édouard Baldus.
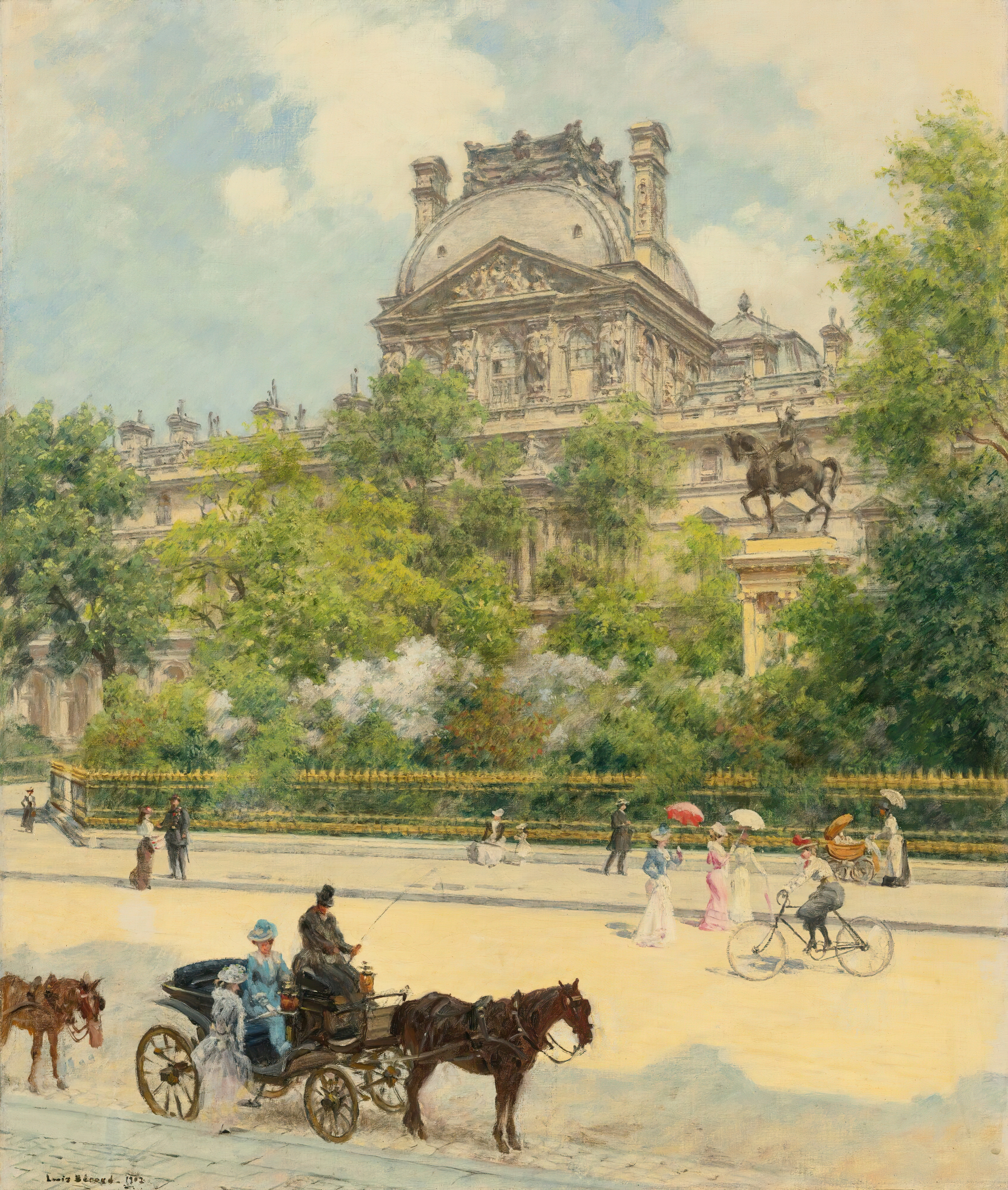
La place du Louvre, peinture de Louis Béroud réalisée en 1902.

En 1964, le ministre de la Culture André Malraux décide de faire creuser des fossés devant le Louvre, isolant la colonnade de la place. La mairie de Paris Centre propose en 2023 de lancer une concertation sur le réaménagement de la place, en favorisant une végétalisation mettant en valeur la perspective,. L'idée est soumise au vote des habitants des quatre premiers arrondissements de Paris le dimanche 4 février 2024.

## Bâtiments remarquables et lieux de mémoire
- Le côté est de la place est occupé par l'église Saint-Germain-l'Auxerrois et la mairie du 1er arrondissement de Paris.
- Elle fait face à la colonnade du Louvre de l'architecte Perrault, séparé de celle-ci par la rue de l'Amiral-de-Coligny.
- No 3 : emplacement de la maison où est né l'homme politique Paul Déroulède ; une plaque rappelle cet évènement.
- No 4 : quartier général de la branche paramilitaire du mouvement Résistance de janvier à novembre 1943.
- Avant juillet 2017, la sculpture itinérante L'Arbre de la Paix réalisée par Hedva Ser est installée sur la place[7].

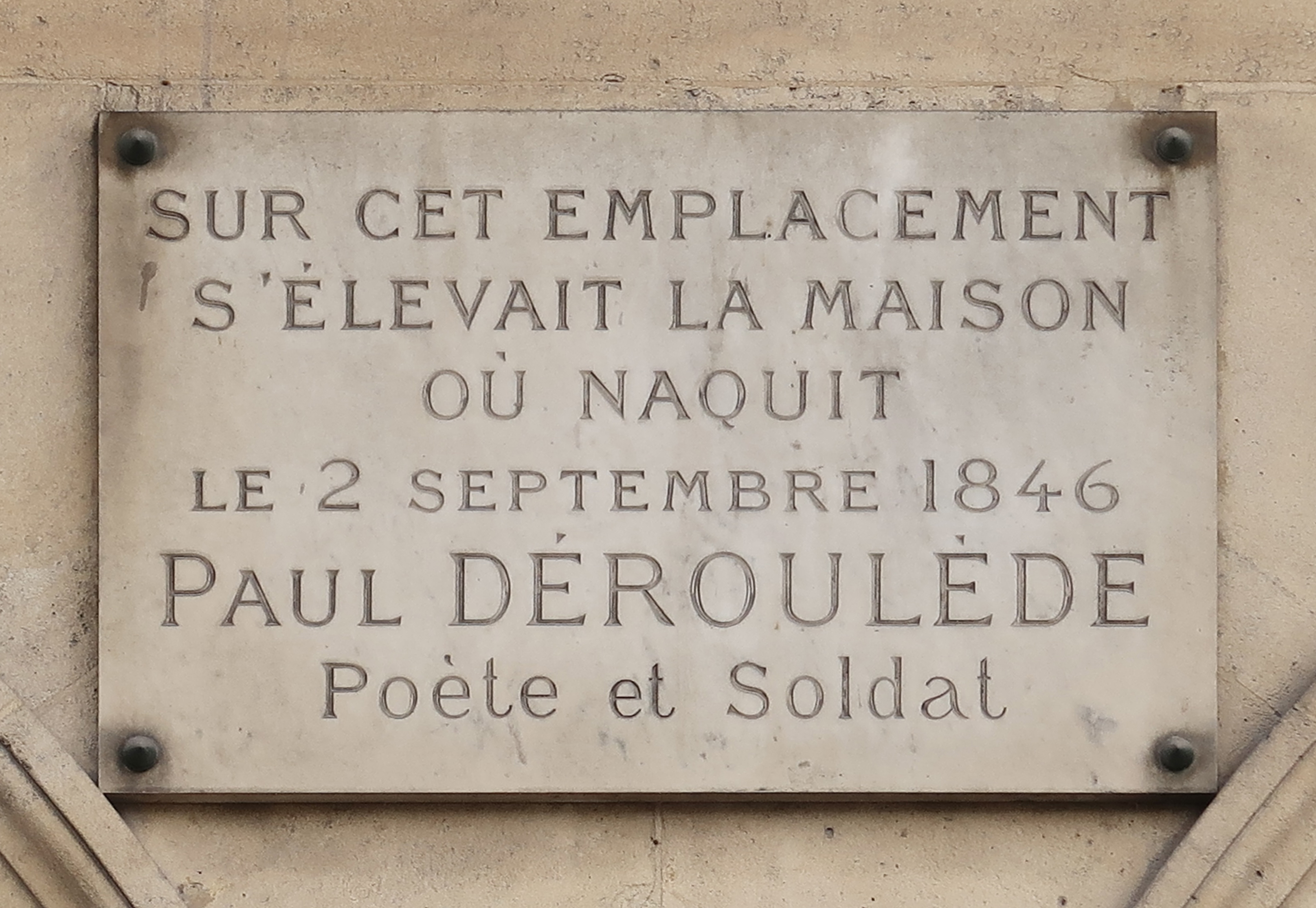
Plaque au no 3.

## Pour approfondir